# Помпонацци, Пьетро
Пьетро Помпонацци (итал. Pietro Pomponazzi) (16 сентября 1462, Падуя, Венецианская республика — 18 мая 1525, Болонья, Папская область) — итальянский философ-схоласт периода ренессансного реализма; представитель философской школы александристов.

## Биография
Родился в знатной семье Мантуи в городе Падуя, учился в Падуанском университете, а потом преподавал там же. С 1512 года преподавал в университете города Болонья.

## Философские взгляды

### Концепция двух истин
Больше он интересовался Аристотелем, прочитанным сквозь призму не Фомы Аквинского, а Аверроэса. Аристотелизм Пьетро Помпонацци был более еретическим, чем католическим, хотя и самого Аристотеля, и Аверроэса Помпонацци достаточно вольно интерпретирует.
От аверроистов Помпонацци заимствует концепцию двух истин: есть истина философии и есть истина религии. Истина философии — это истина разума (а не истина Аристотеля, подчеркивает Помпонацци), а истина религии — не истина философская, потому что религия не содержит в себе ни истины, ни лжи, она служит для житейских нужд, ибо язык веры — это язык притч и морали. Поэтому концепция двойственной истины превращается в концепцию, согласно которой истина содержится только в философии. Философия, таким образом, полностью отделяется от религии, не занимающейся истиной.

### Трактат «О бессмертии души»
Бессмертие трактуется в духе Аристотеля, а точнее Аверроэса, хотя и с некоторыми замечаниями. В вопросе о бессмертии души следует выделить 2 аспекта: вопрос о познании и вопрос о морали. Поскольку познание, то есть мышление, зависит от тела и «душа ничего не испытывает без тела, то душа есть форма тела (в духе Аристотеля). Поэтому разум неотделим от тела, и душа материальна и смертна».
Кроме человеческой души, есть нематериальные, интеллигибельные существа, которые способны к познанию без тела, и есть животные, низшие существа. Человек находится посередине между нематериальными существами и животными. Он может познавать и частное, как животные, и общее, как нематериальные существа. Человек может стать и тем, и другим — и ангелом, и животным. Но все же душа остается зависимой от тела и смертной.

### Бескорыстная нравственность
В связи с тем, что душа смертна, то, по мысли Помпонацци, нравственность не только не исчезает, а наоборот, становится собственно нравственностью. Ибо нравственность, которая строится в надежде на посмертное воздаяние, является не нравственностью, а некоторой формой эгоизма, надеждой получить за свой поступок воздаяние. Нравственность может быть только тогда нравственной, когда она ни на что не рассчитывает. Нравственность есть поступок добродетельный, направленный на самое добродетель. Поэтому вера в бессмертие души не только не утверждает нравственность, а наоборот, отрицает её, и Помпонацци, отрицая бессмертие души, считает, что утверждает высшую нравственность.
В этих рассуждениях Помпонацци уже содержится заявка на «автономную этику», идею которой разовьет потом Иммануил Кант. Кстати, принципиально Кант не добавит ничего нового: у него окажется, что автономная этика, построенная на основе «чистого разума», принципиально неполна, то есть неэтична; для «практической философии» Кант предложит её авторитарно достраивать, принимая догматы о Боге, свободе воли и бессмертии души. Но тем самым это будет означать, что его этика уже не автономна, и он не вышел за пределы того круга, который очертил Пьетро Помпонацци.

### Бог как фатум
Для философа была неразрешимой проблема оправдания существующего в мире зла. Он рассуждает так: Бог или правит миром, или не правит. Если Он не правит миром, то Он не Бог, а если правит, то откуда такая жестокость? Если Бог сотворил все и является причиной каждого поступка, то почему за каждый конкретный греховный поступок отвечает человек, а не действительная причина — не Бог? Ведь именно Бог в конце концов склоняет человека ко греху.
Помпонацци видит следующий выход: не надо представлять себе Бога как личность, ибо тогда Бог будет подобен, по выражению Помпонацци, «безумному отцу». Бог есть судьба, безличный фатум (как и у Маккиавелли), природа, начало движения, поэтому Он не несет личной ответственности за существующее в мире зло. Бог не имеет свободной воли и потому не отвечает за зло в мире.
Зло есть проявление противоречий в мире, а противоречия должны существовать, чтобы был порядок, чтобы была гармония. Поэтому зло существует для оправдания целого, оно есть необходимая часть существующего в мире блага. Религия если и нужна, то только для обуздания простого народа как некая форма самоутешения; для философа религиозная истина не имеет никакой ценности.

## Сочинения
Среди сочинений Помпонацци:
- De immortalite animae, 1516 (О бессмертии души)
- Tractatus acuratissimi, itilissimi et mere peripatetici: De intensione et remissione formarum ac de parritate et magnitudine…, 1525
- De naturalium effectuum causis, sive De incantationibus, 1556 (О причинах естественных явлений, или о чародействе)
- De fata, libera arbitrio et de praedestinatione, 1567 (О фатуме, свободе воли и предопределении)

### Публикации сочинений в русском переводе
- Пьетро Помпонацци. Трактаты о бессмертии души. О причинах естественных явлений или о чародействе. — М., 1990. — 312 с. — ISBN 5-7005-0019-1.